# Willy Scharnow

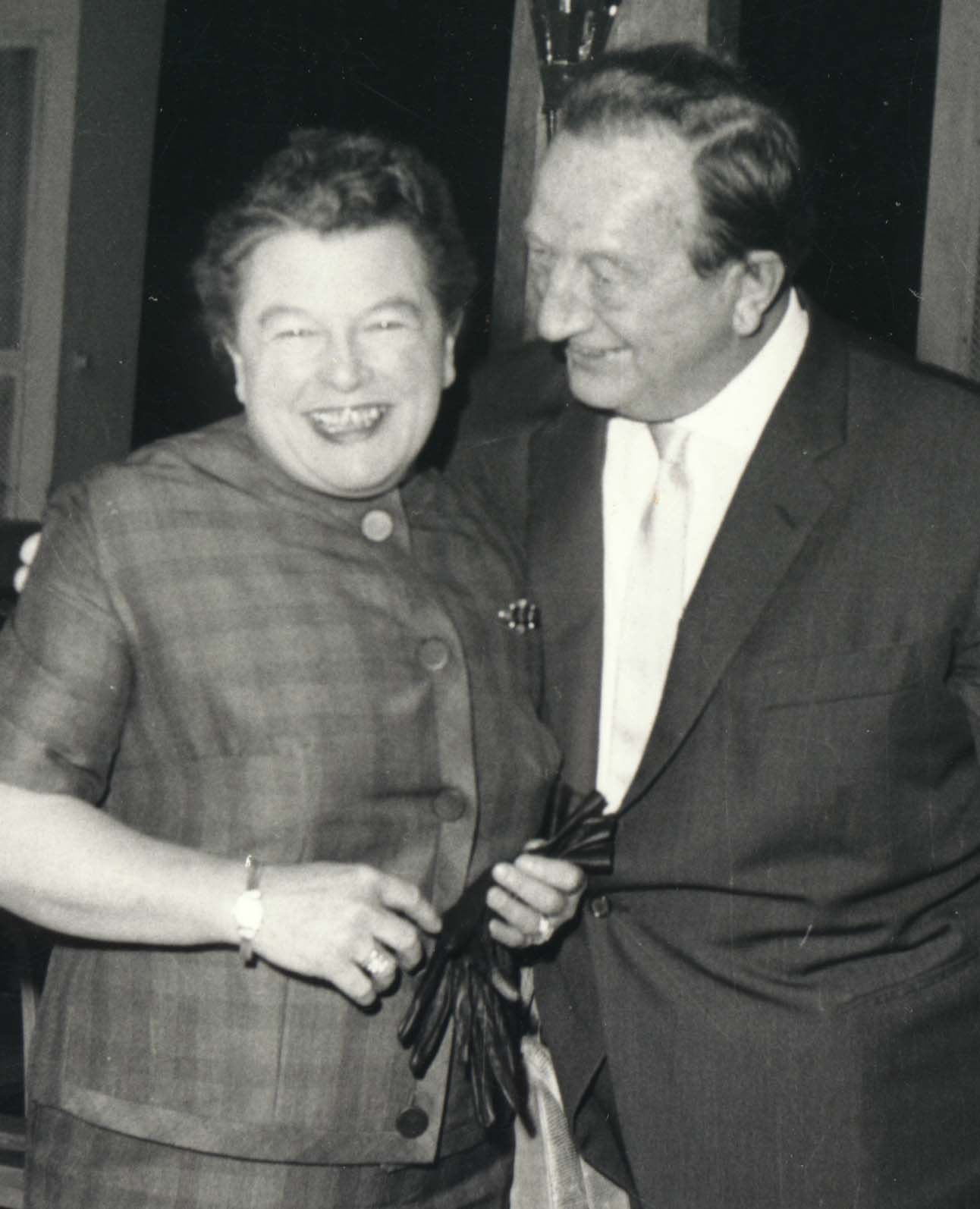
Mathilde van Elsen und Willy Scharnow

Willy Scharnow (vollständiger Name Wilhelm Friedrich Karl Scharnow, * 13. Juli 1897 in Bremen; † 18. März 1985 ebenda) war ein deutscher Reiseunternehmer. Der „Pionier des modernen Tourismus“ gilt als Initiator der Pauschalreisen und des Massentourismus, betrieb zeitweilig das zweitgrößte Touristikunternehmen in Deutschland und hatte maßgeblichen Anteil bei der Gründung und Ausgestaltung der Touristik Union International (TUI).

## Leben

### Familie
Willy Scharnow war der Sohn des Ratsdieners Carl Friedrich Scharnow (1865–1943) aus Ragow (Kreis Beeskow), Sohn des Carl Friedrich Wilhelm Scharnow und der Caroline Peuke, und der Elise Josefine Friederika Lisette (1868–1942), Tochter des Fritz Bratmann und der Auguste Beu. Er heiratete 1939 in Bremen die gebürtige Bremerin und Bürogehilfin Erika (1907–2002), eine Tochter des Wilhelm Hellweg und der Anna Grote. Seine Ehe blieb kinderlos.

### Werdegang
Willy Scharnow besuchte in seiner Heimatstadt Bremen eine Volksschule und eine Höhere Schule, absolvierte anschließend eine Lehre als Speditionskaufmann und nahm dann als Soldat von 1914 bis 1918 am Ersten Weltkrieg teil.
1919 nahm Scharnow die Stellung eines Prokuristen bei einer Bremer Seehafen-Spedition an, bevor er sechs Jahre später 1925 sein eigenes Unternehmen gründete, das Reisebüro Scharnow, dem er eine Spedition sowie eine Konzertagentur angliederte. Nun organisierte sein Reisebüro „Gesellschaftsreisen“ zunächst für Bremer Urlauber, etwa nach Helgoland oder in den Harz.
Scharnow heiratete 1939 und wurde 1944 für den Zweiten Weltkrieg erneut zum Kriegsdienst einberufen. Unterdessen wurde sein Bremer Reisebüro durch die Luftangriffe der Alliierten mittels Fliegerbomben zerstört, Scharnow selbst geriet nach dem Ende des Krieges in amerikanische Gefangenschaft, wurde aber schon Ende 1945 wieder daraus entlassen. Obwohl sich Willy Scharnow eine schwere Krankheit zugezogen hatte, baute er, anfangs im Gebäude der Bremer Baumwollbörse, sein Reisebüro wieder auf.
Im Jahr 1950 wurde Scharnows Unternehmen eine „DER Deutsches Reisebüro-Vertretung“ und zugleich IATA International Air Transport Association-Agentur. Daneben engagierte sich Willy Scharnow für die gesamte deutsche Reisebranche, etwa als Mitgründer des DRV Deutscher Reisebüro und Reiseveranstalter Verband e. V.
1953 gründete Willy Scharnow, gemeinsam mit Walter Kahn und Walter Bangemann, die „Scharnow-Reisen GmbH & KG“, die sich schnell zum zweitgrößten Reiseveranstalter in Deutschland entwickelte. Ebenfalls 1953 gründete der Unternehmer für die Ausbildung und Förderung des Nachwuchses der Touristikbranche die nach ihm benannte „Willy Scharnow-Stiftung“, die später in Willy Scharnow-Stiftung für Touristik umbenannt wurde, Forschungsaufträge vergibt und seit 1984 den Willy-Scharnow-Preis verleiht.
Schon in den frühen Jahren der Bundesrepublik wurden auch Scharnows frühe Anstrengungen, gezielt neue Orte für Urlaubsangebote zu erschließen, für die gesamte deutsche Reisebranche wegweisend, so etwa in der Mitte der 1950er Jahre die Erschließung des Marktes Waging am See in Oberbayern.
Da Scharnow mit einer baldigen Wiedervereinigung Deutschlands rechnete, verlegte er seinen Firmensitz nach Hannover, von wo aus er „dann vom Herzen Deutschlands aus operieren“ wollte.
Schon 1956 – anfangs auf der Basis gegenseitiger Beteiligung – kooperierte die Scharnow-Reisen mit TOUROPA. Und wieder waren es Scharnows Initiativen, die zur Aufnahme der Hummel-Reisen, über die er mit Hugo Strickrodt in Kontakt kam, sowie der Dr. Tigges-Fahrten führten und schließlich zur Gründung der TUI in Hannover, von wo aus das Unternehmen bald zum größten Touristik-Konzern in Europa anwuchs.
Bei der TUI wirkte Willy Scharnow bis zu seinem Tode in verschiedenen Funktionen, zunächst als Vorsitzender, dann als stellvertretender Aufsichtsratsvorsitzender und schließlich und Ehrenmitglied des TUI-Aufsichtsrats.

## Auszeichnungen
- 1955: Ehrenbürgerschaft des Marktes Waging am See
- 1963: Ernennung zum Ehrenvorstandsmitglied des Deutschen Reisebüroverbandes
- 1978: Großes Bundesverdienstkreuz
- Das 1978 als erstes in Deutschland vereinseigenes Internat eines deutschen Fußball-Bundesligavereins, das Wilhelm-Scharnow-Internat in der Ostkurve von Werder Bremen ist nach dem den Bremer Unternehmer benannter[4]